# نیکولای فلدمن
نیکولای فلدمن (استونیایی: Nikolai Feldmann; ۲۳ مارس ۱۹۰۴ – ۸ اکتبر ۱۹۷۵) پرتاب‌گر وزنه اهل استونی بود. 
وی در مسابقات پرتاب وزنه بازی‌های المپیک تابستانی ۱۹۲۸ شرکت کرده و در دوازدهم قرار گرفته بود.